# A Collection of Songs Written and Recorded 1995-1997
A Collection of Songs Written and Recorded 1995-1997 è il primo album dei Bright Eyes, pubblicato nel 1998.
La qualità della registrazione è molto bassa perché il materiale è stato registrato con strumenti artigianali direttamente a casa di Conor Oberst.

## Tracce
1. The Invisible Gardener – 2:24
2. Patient Hope in New Snow – 4:07
3. Saturday as Usual – 3:38
4. Falling Out of Love at This Volume – 2:17
5. Exaltation on a Cool, Kitchen Floor – 2:26
6. The Awful Sweetness of Escaping Sweat – 4:05
7. Puella Quam Amo Est Pulchra – 3:11
8. Driving Fast Through a Big City at Night – 2:11
9. How Many Lights Do You See? – 3:31
10. I Watched You Taking Off – 3:57
11. A Celebration Upon Completion – 4:15
12. Emily, Sing Something Sweet – 3:01
13. All of the Truth – 3:44
14. One Straw (Please) – 2:49
15. Lila – 2:51
16. A Few Minutes on Friday – 4:08
17. Supriya – 2:29
18. Solid Jackson – 4:31
19. Feb. 15th – 4:06
20. The "Feel Good" Revolution – 3:31